# Margot Glockshuber
Margot Glockshuber (Francoforte sul Meno, 26 giugno 1946) è un'ex pattinatrice artistica su ghiaccio tedesca.

## Palmarès
Con Wolfgang Danne
| Internazionali                       | Internazionali | Internazionali | Internazionali | Internazionali |
| Evento                               | 1964–65        | 1965–66        | 1966–67        | 1967–68        |
| ------------------------------------ | -------------- | -------------- | -------------- | -------------- |
| Giochi olimpici invernali            |                |                |                | 3°             |
| Campionati mondiali                  | 11°            | 4°             | 2°             | R              |
| Campionati europei                   | 7°             | 3°             | 2°             | 4°             |
| Praga Skate                          |                | 1°             | 1°             |                |
| Nazionali                            |                |                |                |                |
| Campionati della Germania dell'Ovest | 2°             | 3°             | 1°             | 1°             |
| R = Ritirati                         |                |                |                |                |